# Paços de Brandão
Paços de Brandão é uma vila portuguesa sede da Freguesia de Paços de Brandão do Município de Santa Maria da Feira, freguesia com 3,71 km² de área e 4775 habitantes (censo de 2021), tendo, assim, uma densidade populacional de 1 287,1 hab./km².
A povoação de Paços de Brandão foi elevada à categoria de vila em 1985.
A fundação de Paços de Brandão data de há mais de novecentos anos, associada ao cavaleiro normando Fernand Blandon , o qual ajudou D. Afonso Henriques na Reconquista Cristã.[carece de fontes?]
Possui diversos pontos de interesse como o Parque Municipal da Quinta do Engenho Novo, casas abrasonadas, como a Casa da Portela (local de filmagens do filme Amor de Perdição) ou a Casa de Riomaior, diversas quintas e o Museu do Papel.
Realizam-se anualmente várias festas religiosas e populares, tal como a Festa da Póvoa, e a mais conhecida, Festa dos Arcos, que conta com a exposição de Arcos feitos por pessoas da freguesia de forma manual, realizada no primeiro fim de semana de Agosto no arraial da freguesia que demarca o centro da vila, junto à Igreja Matriz que foi recentemente restaurada.

## Demografia
A população registada nos censos foi:
| Distribuição da População por Grupos Etários | Distribuição da População por Grupos Etários | Distribuição da População por Grupos Etários | Distribuição da População por Grupos Etários | Distribuição da População por Grupos Etários |
| -------------------------------------------- | -------------------------------------------- | -------------------------------------------- | -------------------------------------------- | -------------------------------------------- |
| Ano                                          | 0-14 Anos                                    | 15-24 Anos                                   | 25-64 Anos                                   | > 65 Anos                                    |
| 2001                                         | 692                                          | 650                                          | 2574                                         | 674                                          |
| 2011                                         | 678                                          | 510                                          | 2807                                         | 872                                          |
| 2021                                         | 540                                          | 503                                          | 2631                                         | 1101                                         |

## História de Paços de Brandão
Paços de Brandão, localizada no concelho de Santa Maria da Feira, é uma vila cuja história remonta à Idade Média, com raízes profundas na cultura e no desenvolvimento económico da região. Ao longo dos séculos, enfrentou diversos desafios e acompanhou transformações significativas em Portugal.

### Origens e Toponímia
O nome "Paços de Brandão" deriva da combinação de "Paços", indicando uma residência senhorial ou palácio, e "Brandão", associado à família Brandão, que desempenhou um papel relevante na história local. Registos dos séculos X ao XII referem-se à localidade como "frigisia d’Palácio blãdo".[carece de fontes?]

### Impacto das Guerras Liberais
Durante as Guerras Liberais (1828–1834), que opuseram os partidários de D. Pedro IV e D. Miguel I, Paços de Brandão enfrentou os efeitos do conflito, como recrutamentos e deslocações de tropas. A sua localização estratégica no concelho de Santa Maria da Feira colocou a vila em contacto direto com os eventos da época.

### Evolução Industrial
Paços de Brandão destacou-se na indústria papeleira a partir do século XVIII. A Fábrica dos Azevedos e a Fábrica Custódio Pais foram pioneiras na produção de papel, colocando a freguesia entre os centros industriais mais relevantes do norte de Portugal. Este desenvolvimento ajudou a moldar a identidade económica da vila e foi impulsionado pela proximidade com a Linha do Vouga.

### Linha do Vouga
A inauguração da Linha do Vouga em 1908 foi um marco importante para Paços de Brandão. Esta linha ferroviária conectou a vila a outras localidades, facilitando o transporte de mercadorias e pessoas. A estação local desempenhou um papel fundamental no escoamento dos produtos das fábricas e no desenvolvimento económico.[carece de fontes?]

### Primeira e Segunda Guerras Mundiais
Durante a Primeira Guerra Mundial, Paços de Brandão foi afetada pelo recrutamento de jovens para o exército português. Na Segunda Guerra Mundial, embora Portugal tenha mantido neutralidade, a economia local sentiu o impacto das restrições comerciais e das dificuldades na obtenção de matérias-primas.

### Elevação a Vila
O crescimento industrial e demográfico levou à elevação de Paços de Brandão à categoria de vila em 1985. Este reconhecimento destacou a importância da localidade no contexto regional e nacional.[carece de fontes?]

## Património
- Igreja de São Cipriano (matriz)
- Capelas de Nossa Senhora da Livração, de São Cristóvão e capela-oratório
- Casa da Quinta do Engenho Novo
- Casa da Portela ou Casa dos Azevedo Brandão
- Museu de Papel de Terras de Santa Maria
- Casa do Comendador

## Associações e Clubes Desportivos
- Clube Desportivo de Paços de Brandão
- Grupo Recreativo Independente Brandoense

## Ensino
- Academia de Música de Paços de Brandão

## Personalidades ilustres
Paços de Brandão, uma vila com mais de 900 anos de história, destacou-se pelo contributo de diversas personalidades importantes:
Joaquim Correia da Rocha (1923–2019): Sacerdote e escritor, reconhecido pelo seu trabalho pastoral e literário, tendo deixado um legado importante na região.[carece de fontes?]
Francisco José de Azevedo Aguiar Brandão (1796–1872): Figura singular no meio político e industrial da Feira no século XIX, desempenhou um papel relevante no desenvolvimento económico e social da área.
Tenente Arnaldo de Azevedo Brandão: Militar natural de Paços de Brandão que participou no exército libertador de D. Pedro, contribuindo para a história militar portuguesa.
Padre Antero Gomes da Silva: Sacerdote e cronista, conhecido pelos Apontamentos sobre Paços de Brandão, uma obra que documenta a história, cultura e património local. É lembrado como um dos principais preservadores da memória histórica da vila.
Joaninha de Paços de Brandão: Cantora tradicional, destacada pela sua interpretação de temas folclóricos no Grupo Etnográfico e Coral "Como se Canta e Dança em Paços de Brandão", preservando as tradições culturais da vila.
Padre Julião Pires Valente - Pároco de Paços de Brandão, servindo a comunidade local durante 49 anos. Durante o seu extenso ministério, destacou-se pelo seu compromisso com o desenvolvimento da paróquia e pela sua dedicação à vida espiritual e comunitária dos habitantes